# Salvia veneris
Salvia veneris є видом квіткових рослин родини губоцвітих (Lamiaceae), ендемічних для Кіпру. Він зростає на дуже малій території на захід від села Кітрея. Дослідження 2004 року виявило лише приблизно 4000 рослин, що вижили.
Рослина має повстяні листки, що ростуть у прикореневі розетки. Квітки двоколірні, верхня губа блакитна, а нижня біла з блідо-жовтими плямами. Стебла при подрібненні видають приємний аромат. Прикореневий розетковий тип листя є незвичайним для роду Salvia і вважається пристосуванням до випасання кіз.